# Kashinite
La kashinite è un minerale.